# Lista de prêmios e indicações de Woody Allen
Ao longo de sua carreira, o cineasta, roteirista e ator estadunidense Woody Allen recebeu diversos prêmios, incluindo quatro Prémios da Academia, dez Prémios BAFTA e dois Prémios Globo de Ouro. Ao longo de sua extensa carreira, Allen recebeu um número considerável de distinções e homenagens em festivais de cinema ou cerimônias nacionais pela significância de sua obra como diretor e ator.
Allen possui quatro prêmios Óscar: três na categoria de Melhor Roteiro Original por Annie Hall (1977), Hannah and Her Sisters (1986) e Midnight in Paris (2011); um na categoria de Melhor Diretor por Annie Hall (1977). Entretanto, o cineasta recebeu 24 indicações à premiação, sendo 16 como roteirista, 7 como diretor e uma como ator. Allen é o mais indicado roteirista e o terceiro mais frequente diretor na história do Óscar. Allen também detém o recorde de pessoa mais velha a receber o prêmio de Melhor Roteiro Original, obtido por Midnight in Paris em 2012.
Annie Hall venceu quatro Prêmios da Academia (Melhor Filme, Melhor Roteiro Original, Melhor Diretor e Melhor Atriz Principal). O filme recebeu uma quinta indicação para Allen como Melhor Ator Principal. Hannah and Her Sisters venceu três prêmios (Melhor Roteiro Original, Melhor Ator Coadjuvante e Melhor Atriz Coadjuvante), tendo sido indicado em quatro outras categorias.

## Prêmios e indicações[2]
| Ano               | Categoria                | Indicado/Obra                            | Resultado | Ref. |
| ----------------- | ------------------------ | ---------------------------------------- | --------- | ---- |
| Óscar             |                          |                                          |           |      |
| 1978              | Annie Hall               | Melhor Diretor                           | Venceu    |      |
| 1978              | Annie Hall               | Melhor Ator                              | Indicado  |      |
| 1978              | Annie Hall               | Melhor Roteiro Original                  | Venceu    |      |
| 1979              | Interiors                | Melhor Diretor                           | Indicado  |      |
| 1979              | Interiors                | Melhor Roteiro Original                  | Indicado  |      |
| 1980              | Manhattan                | Melhor Roteiro Original                  | Indicado  |      |
| 1985              | Broadway Danny Rose      | Melhor Diretor                           | Indicado  |      |
| 1985              | Broadway Danny Rose      | Melhor Roteiro Original                  | Indicado  |      |
| 1986              | The Purple Rose of Cairo | Melhor Roteiro Original                  | Indicado  |      |
| 1987              | Hannah and Her Sisters   | Melhor Diretor                           | Indicado  |      |
| 1987              | Hannah and Her Sisters   | Melhor Roteiro Original                  | Venceu    |      |
| 1988              | Radio Days               | Melhor Roteiro Original                  | Indicado  |      |
| 1990              | Crimes and Misdemeanors  | Melhor Diretor                           | Indicado  |      |
| 1990              | Crimes and Misdemeanors  | Melhor Roteiro Original                  | Indicado  |      |
| 1991              | Alice                    | Melhor Roteiro Original                  | Indicado  |      |
| 1993              | Husbands and Wives       | Melhor Roteiro Original                  | Indicado  |      |
| 1995              | Bullets Over Broadway    | Melhor Diretor                           | Indicado  |      |
| 1995              | Bullets Over Broadway    | Melhor Roteiro Original                  | Indicado  |      |
| 1996              | Mighty Aphrodite         | Melhor Roteiro Original                  | Indicado  |      |
| 1998              | Deconstructing Harry     | Melhor Roteiro Original                  | Indicado  |      |
| 2006              | Match Point              | Melhor Roteiro Original                  | Indicado  |      |
| 2012              | Midnight in Paris        | Melhor Diretor                           | Indicado  |      |
| 2012              | Midnight in Paris        | Melhor Roteiro Original                  | Venceu    |      |
| 2014              | Blue Jasmine             | Melhor Roteiro Original                  | Indicado  |      |
| Globo de Ouro     |                          |                                          |           |      |
| 1978              | Annie Hall               | Melhor Ator em Filme Comédia/Musical     | Indicado  |      |
| 1978              | Annie Hall               | Melhor Diretor                           | Indicado  |      |
| 1978              | Annie Hall               | Melhor Roteiro                           | Indicado  |      |
| 1979              | Interiors                | Melhor Diretor                           | Indicado  |      |
| 1979              | Interiors                | Melhor Roteiro                           | Indicado  |      |
| 1984              | Zelig                    | Melhor Ator em Filme Comédia/Musical     | Indicado  |      |
| 1986              | The Purple Rose of Cairo | Melhor Roteiro                           | Venceu    |      |
| 1987              | Hannah and Her Sisters   | Melhor Diretor                           | Indicado  |      |
| 1987              | Hannah and Her Sisters   | Melhor Roteiro                           | Indicado  |      |
| 2006              | Match Point              | Melhor Diretor                           | Indicado  |      |
| 2006              | Match Point              | Melhor Roteiro                           | Indicado  |      |
| 2012              | Midnight in Paris        | Melhor Diretor                           | Indicado  |      |
| 2012              | Midnight in Paris        | Melhor Roteiro                           | Venceu    |      |
| 2014              |                          | Prêmio Cecil B. de Mille                 | Venceu    |      |
| Emmy do Primetime |                          |                                          |           |      |
| 1959              | The Sid Caesar Show      | Melhor Roteiro em Programa de Variedades | Indicado  |      |